# Wolfgang Rößner
Wolfgang Rößner (* 27. Juni 1914 in Torgau; † 26. April 2001) war ein deutscher Ingenieur und Hochschullehrer.

## Leben und Wirken
Rößner stammte aus der preußischen Provinz Sachsen. Nach dem Schulbesuch studierte er und promovierte 1955 an der Fakultät für Maschinenwesen der Technischen Hochschule in Dresden zum Dr.-Ing. 1956 wurde er mit der Wahrnehmung einer Professur mit Lehrauftrag für Getriebetechnik an der Hochschule für Schwermaschinenbau in Magdeburg beauftragt und zunächst kommissarisch Direktor des Instituts für Getriebelehre. 1962 habilitierte er sich. Ab 1974 war Rößner auch Leiter des Wissenschaftsbereiches „Getriebe-und Antriebstechnik“ an der Technischen Hochschule Magdeburg. 1979 schied er im Alter von 65 Jahren aus dem aktiven Hochschuldienst aus.

## Schriften (Auswahl)
- Die Bewegungs- und Kraftübertragung beim sechsgliedrigen Zweistandgetriebe. In: Feingerätetechnik 1953, S. 249–251.
- Ermittlung der Burmesterschen Punkte in Sonderfällen und getriebesynthetische Anwendungen. 1955.
- Totlagenkonstruktion für sechsgliedrige Zweistandgetriebe. In: Maschinenbau-Technik. Wiss.-techn. Zeitschrift für Forschung, Entwicklung und Konstruktion. 1957, S. 105–111.
- Ein umfassendes System zwangläufiger kinematischer Ketten als Grundlage einer allgemeinen Ordnung der Getriebe. Dresden 1962.

## Ehrungen
- 1979: Ehrenmitglied der Technischen Universität Miskolc (Ungarn)